# Флоридски заек
Флоридският заек (Sylvilagus floridanus) е вид бозайник от семейство Зайцови (Leporidae).

## Разпространение и местообитание
Разпространен е във Венецуела, Гватемала, Канада, Колумбия, Коста Рика, Мексико, Никарагуа, Салвадор, САЩ и Хондурас.